# Arild Andersen
Arild Andersen (Strømmen, 27 ottobre 1945) è un contrabbassista jazz norvegese.

## Biografia
Arild Andersen cominciò la sua attività di musicista come componente del Quartetto di Jan Garbarek Quartet (1967-1973), assieme a Terje Rypdal e Jon Christensen.  Nello stesso periodo ha collaborato con la cantante norvegese Karin Krog. Ha suonato assieme ad alcuni celebri musicisti jazz statunitensi, come Phil Woods, Dexter Gordon, Hampton Hawes, Johnny Griffin, Sonny Rollins e Chick Corea. In questo periodo ha lavorato anche con Don Cherry, George Russell, Ketil Bjørnstad e Tomasz Stańko.
Andersen ha registrato una dozzina di dischi con la casa discografica ECM come leader di un gruppo musicale e come collaboratore di diversi altri musicisti.

## Premi e riconoscimenti
- 1969: Buddyprisen, della norvegese Norsk Jazzforbunds
- 1975: "Bassist of the Year" (bassista dell'anno) votato dalla European Jazz Federation
- 1983: Spellemannprisen per Masqualero, con la band "Masqualero"
- 1984: Gammleng Award premio vinto nella categoria Jazz
- 1986: Spellemannprisen per Bande a Part, con la band "Masqualero"
- 1991: Spellemannprisen per Re-Enter, con la band "Masqualero"
- 2008: Musicien Europeen del 2008 (musicista europeo), premio della francese "Academie du Jazz"
- 2008: Ella Award premio vinto in occasione dell'Oslo Jazzfestival

## Discografia

### Come leader/co-leader
- 1975: Clouds in My Head (ECM)
- 1977: Shimri (ECM)
- 1978: Sheila SteepleChase) con Sheila Jordan
- 1978: Green Shading into Blue (ECM)
- 1981: Lifelines (ECM)
- 1981: Molde Concert (ECM), con John Taylor, Bill Frisell & Alphonse Mouzon
- 1990: Sagn (Kirkelig Kulturverksted), lavoro su commissione per Vossajazz 1990
- 1993: Arv (Kirkelig Kulturverksted)
- 1994: If You Look Far Enough (ECM), con Ralph Towner & Naná Vasconcelos
- 1995: Kristin Lavransdatter (Kirkelig Kulturverksted)
- 1997: Hyperborean (ECM)
- 1998: Sommerbrisen (Kirkelig Kulturverksted), con Frode Alnæs & Stian Carstensen
- 1999: Achirana (ECM) -  Vassilis Tsabropoulos & John Marshall
- 2003: Julegløggen (Kirkelig Kulturverksted), con Frode Alnæs & Stian Carstensen
- 2004: The Triangle (ECM), con Vasilīs Tsapropoulos & John Marshall
- 2005: Electra (ECM)[1]
- 2006: Høstsløv (Kirkelig Kulturverksted), con Frode Alnæs & Stian Carstensen
- 2008: Live at Belleville (ECM), con Paolo Vinaccia & Tommy Smith
- 2012: Celebration (ECM), con the Scottish National Jazz Orchestra
- 2014: Mira (ECM), con Paolo Vinaccia & Tommy Smith
- 2016: The Rose Window (Deutsche Media Productions),  con Helge Lien and Gard Nilssen dal vivo al Theater Gütersloh